# Хейслер, Стюарт
Стюарт Хейслер (англ. Stuart Heisler; 5 декабря 1896 — 21 августа 1979) — американский кинорежиссёр, наиболее известный картинами 1940—50-х годов.

## Биография
Стюарт Хейслер родился 5 декабря 1896 года в Лос-Анджелесе. В 1913 году Хейслер начал работать на киностудии реквизитором, а в 1914 году перешёл на работу в продюсерскую компанию «Кистоун». В 1924-34 годах с небольшим перерывом он работал монтажером на студии United Artists, а в 1935-36 годах — на студии «Парамаунт». В 1930-е годы Хейслер прочно утвердился как один из ведущих мастеров монтажа. В 1937 году Хейслер был повышен до уровня режиссёра второго состава на фильме Джона Форда «Ураган».
Самостоятельную режиссёрскую карьеру Хейслер начал в 1940 году на студии «Парамаунт», проработав там до 1942 года, преимущественно работая над фильмами категории В. Среди первых фильмов Хейслера наиболее известным был, вероятно, «Поедатель бисквитов» 1940 года, небольшой фильм, рассказывающий о мальчике и собаке, который принес мгновенный и неожиданный кассовый успех и самые лучшие отзывы критики на протяжении всей карьеры Хейслера.
После таких фильмов ужасов, как «Монстр и девушка» и «Среди живущих» Хейслер получил право поставить фильм категории А. Им стал один из первых фильмов нуар — «Стеклянный ключ» по роману Дэшила Хэммета, в котором в главных ролях сыграла пара восходящих звезд Алан Лэдд и Вероника Лейк. Фильм привлек внимание критики и имел значительный кассовый успех.
Со временем работы Хейслера стали неровными. К его лучшим картинам последующего периода относятся анти-ку-клукс-клановская драма «Штормовое предупреждение» (1951) с участием Джинджер Роджерс и Рональда Рейгана, психологическая драма о стареющей кинозвезде «Звезда» (1952) с Бетт Дейвис в главной роли, а также весьма достойный цветной ремейк популярного нуара «Высокая Сьерра» под названием «Я умирал тысячу раз» (1955).
В 1962 году Хейслер поставил свой последний фильм — «Гитлер», который был посвящён главным образом частной жизни Гитлера в период с 1923 по 1945 год, и его взаимоотношениям с племянницей Гели Раубаль и подругой Евой Браун. Фильм оказался одним из самых неудачных в карьере Хейслера.
С 1960 года Хейслер достаточно успешно работал над телесериалами, а в 1964 году вышел на пенсию.
В 1949 году Хейслер был номинирован на «Оскар» за визуальные эффекты в его картине «Тулса».
Дважды актрисы его фильмов получали номинации на «Оскар» как лучшие актрисы — в 1947 году Сьюзен Хейворд за роль в фильме «Катастрофа: история женщины» и в 1952 году Бетт Дейвис за роль в фильме «Звезда».
Стюарт Хейслер умер в Сан-Диего 21 августа 1979 года.

## Фильмография

### Режиссёр
- 1940 — Поедатель бисквитов / The Biscuit Eater
- 1941 — Монстр и девушка / The Monster and the Girl
- 1941 — Среди живущих / Among the Living
- 1942 — Невероятный Эндрю / The Remarkable Andrew
- 1942 — Стеклянный ключ / The Glass Key
- 1945 — И пришёл Джонс / Along Came Jones
- 1946 — Голубые небеса / Blue Skies
- 1947 — Катастрофа: История женщины / Smash-Up: The Story of a Woman
- 1949 — Тулса / Tulsa
- 1949 — Токийский Джо / Tokyo Joe
- 1950 — Молния / Chain Lightning
- 1950 — Даллас / Dallas
- 1951 — Штормовое предупреждение / Storm Warning
- 1951 — Путешествие к свету / Journey Into Light
- 1952 — Субботний остров / Saturday Island
- 1952 — Звезда / The Star
- 1954 — Береговой плацдарм / Beachhead
- 1954 — Это моя любовь / This Is My Love
- 1955 — Я умирал тысячу раз / I Died a Thousand Times
- 1956 — Одинокий рейнджер / The Lone Ranger
- 1956 — Горящие холмы / The Burning Hills
- 1962 — Гитлер / Hitler